# Салинас (Калифорнија)
Салинас (енгл. Salinas) град је у америчкој савезној држави Калифорнија. По попису становништва из 2010. у њему је живело 150.441 становника.

## Демографија
Према попису становништва из 2010. у граду је живело 150.441 становника, што је 619 (0,4%) становника мање него 2000. године.
|                   | 2010.            | 2000.            |
| Укупно            | 150 441 (100,0%) | 151 060 (100,0%) |
| Хиспаноамериканци | 112 799 (74,98%) | 96 880 (64,13%)  |
| Белци             | 23 333 (15,51%)  | 36 535 (24,19%)  |
| Азијати           | 9 438 (6,274%)   | 9 390 (6,216%)   |
| Афроамериканци    | 2 993 (1,989%)   | 4 943 (3,272%)   |
| Остали            | 1 878 (1,248%)   | 3 312 (2,193%)   |

## Партнерски градови
- Гванахуато